# Operation Finale
Operation Finale ist ein Film von Chris Weitz über die Inhaftierung des ehemaligen deutschen SS-Obersturmbannführers und Nationalsozialisten Adolf Eichmann durch den israelischen Geheimdienst Mossad in Argentinien. Der Film kam am 29. August 2018 in die US-amerikanischen Kinos. Seit 3. Oktober 2018 befindet sich der Film im Angebot von Netflix.

## Handlung
Nach dem Ende des Zweiten Weltkriegs taucht Adolf Eichmann unter. 1954 tötet der Mossad-Agent Peter Malkin versehentlich die falsche Person bei der Jagd auf einen Nazi-Kriegsverbrecher in Österreich, was seinen Ruf beschädigt. 
In der Zwischenzeit beginnt Sylvia Hermann 1960 in Buenos Aires eine Beziehung mit Klaus, dem Sohn von Adolf Eichmann. Ihr Vater, Lothar, wird misstrauisch und informiert den Mossad in Tel Aviv. Ein Mossad-Agent wird nach Buenos Aires geschickt, um Informationen zu sammeln. 
Nachdem sich die Identität Eichmanns bestätigt hat, wird die Operation von Mossad-Agenten rund um Malkin zur Ergreifung Eichmanns sorgfältig geplant und schließlich erfolgreich durchgeführt. Der Film zeigt die Herausforderungen und moralischen Dilemmata, denen sich die Agenten gegenübersehen, sowie die psychologischen Spannungen zwischen Eichmann und Malkin. Eichmann wird schließlich nach Israel gebracht, wo er vor Gericht gestellt wird.

## Hintergrund
Der SS-Obersturmbannführer Adolf Eichmann organisierte während der Zeit des Nationalsozialismus und des Zweiten Weltkrieges als Leiter des Eichmannreferats des Reichssicherheitshauptamtes (RSHA) in Berlin die Vertreibung und Ermordung der Juden im Zuge des Holocaust mit und war damit mitverantwortlich für die Ermordung von schätzungsweise sechs Millionen Menschen im weitgehend vom Deutschen Reich besetzten Europa.

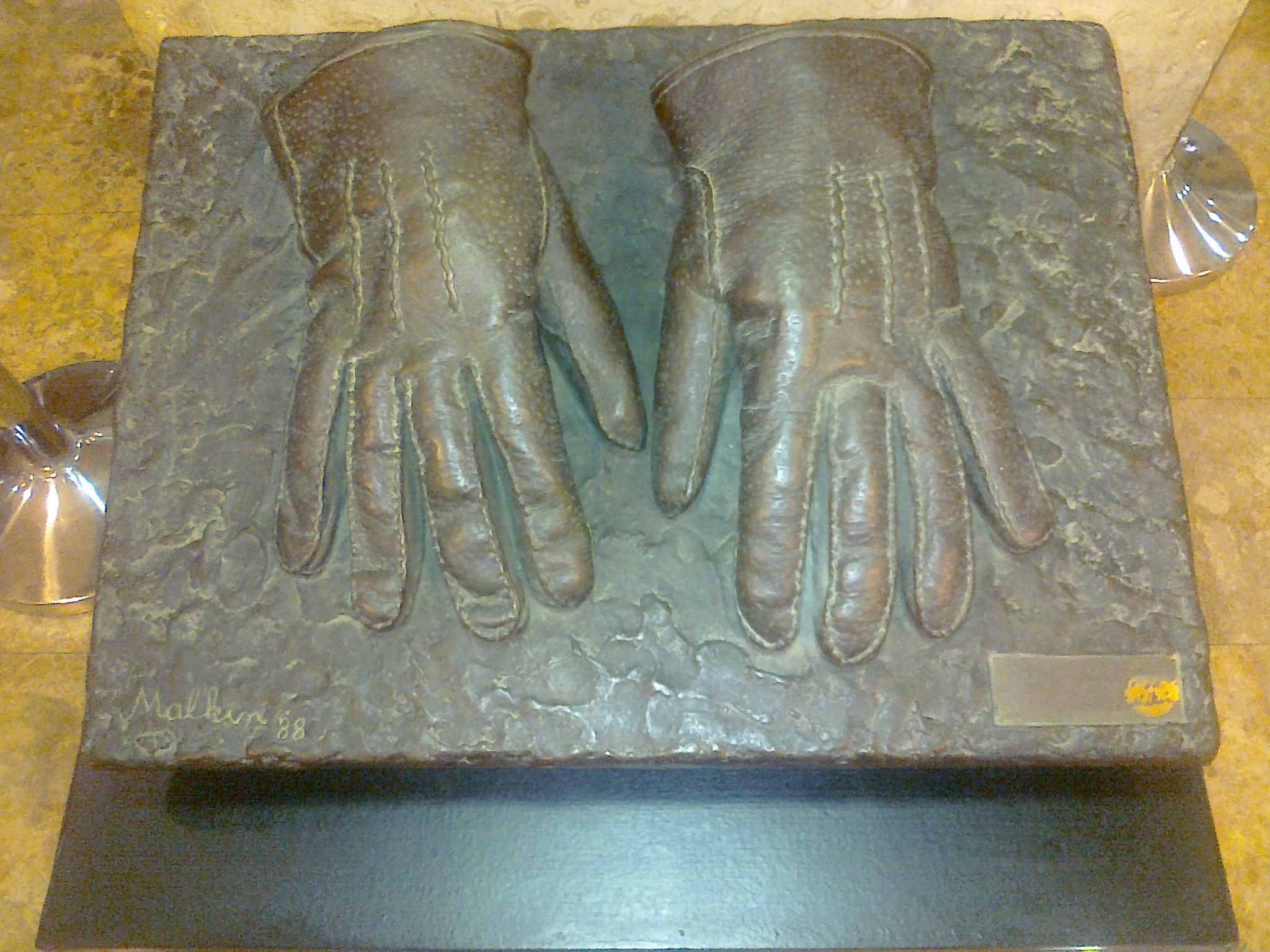
Bronzeguss der Handschuhe von Peter Malkin, mit denen er Adolf Eichmann gefangen nahm

Eichmann hatte sich nach dem Krieg den neuen Namen Clemens bzw. Ricardo Klement zugelegt und sich unter diesem 1950 per Schiff nach Argentinien begeben. Dort fühlte er sich sehr sicher und gab sogar Interviews. Eine spätere Entführung Eichmanns soll laut offiziell-israelischer Lesart das alleinige Werk des Mossad gewesen sein. Da Argentinien zu der damaligen Zeit kein Auslieferungsabkommen mit Israel hatte, wurde der entführte Eichmann mit einem Flugzeug der El Al am 22. Mai direkt von Buenos Aires nach Israel gebracht. Hierbei wurde er als Flugbesatzungsmitglied getarnt und so an den argentinischen Flughafenkontrollen vorbeigeschmuggelt. Nach anderen Schilderungen soll Eichmann erst nach Punta del Este in Uruguay gebracht und erst dort am 21. Mai dem Mossad übergeben worden sein. Eichmann, dem man in Israel den Prozess machte, wurde zum Tode verurteilt und in der Nacht vom 31. Mai auf den 1. Juni 1962 hingerichtet.
Peter Malkin war Mitglied des Mossad und als Mitglied der Zielfahndergruppe an der Entführung Eichmanns beteiligt. Malkin wurde in Pilgramshain als Mitglied einer jüdischen Familie geboren, mit der er 1936 nach Palästina floh. Seine Schwester Fruma und ihre drei Kinder, welche mit 150 anderen Verwandten zurückblieben, starben während des Holocaust. Die Hagana rekrutierte den 12-jährigen Malkin. Auch der als Hermann Aronheim in Frankfurt (Oder) geborene Zvi Aharoni war ein israelischer Mossad-Agent und war wesentlich an der Ergreifung Adolf Eichmanns beteiligt. Isser Harel war Chef des israelischen Nachrichtendienstes Mossad. Die Rolle der Hanna Elian ist dem Arzt Yonah Elian nachempfunden, der Eichmanns Sedierung übernahm.

## Produktion
Regie führte Chris Weitz, das Drehbuch schrieb Matthew Orton. Im Rahmen der Premiere in New York machte Weitz deutlich, dass es sich nicht nur um einen Film über die Vergangenheit handelte oder um die Gefangennahme eines Nazis:

„Eine Sache, die schön wäre, wäre, wenn jeder diesen Film auf das anwenden würde, was heute auf der Welt passiert, weil wir einen Anstieg nationalistischer, rassistischer und autoritärer politischer Tendenzen beobachten können, und ich denke, dass es wichtig ist zu erkennen, dass Deutschland in den 1930er Jahren nicht einzigartig war. Es kann überall passieren.“

Die Filmmusik komponierte Alexandre Desplat, der im Frühjahr 2018 seine Arbeit aufnahm. Der 17 Stücke umfassende Soundtrack ist bei Sony zum Download und als CD erschienen.
Ben Kingsley spielt im Film den Leiter der Organisation der Vertreibung und Deportation während des Zweiten Weltkrieges Adolf Eichmann. Oscar Isaac, ein US-amerikanischer Schauspieler guatemaltekischer Herkunft, übernahm die Rolle von Peter Malkin, der israelische Schauspieler Lior Raz spielt seinen Chef beim Mossad Isser Harel, Michael Aronov den Mossad-Kollegen Zvi Aharoni. Die Schauspielerin Haley Lu Richardson übernahm die Figur Sylvia Hermann, die dem Mossad still und heimlich hilft, Eichmanns Identität zu bestätigen. Alexandre Desplats Tochter Antonia Desplat ist im Film in der Nebenrolle von Dvora zu sehen. Der deutsche Schauspieler Rainer Reiners verkörpert den hessischen Generalstaatsanwalt Fritz Bauer, der damals dem Mossad entscheidende Hinweise zur Ergreifung und Verurteilung Eichmanns gab, nachdem sich eine Auslieferung in die Bundesrepublik als aussichtslos dargestellt hatte.
Die Dreharbeiten wurden am 1. Oktober 2017 in Argentinien begonnen, dem Land, in dem Eichmann vom Mossad festgesetzt wurde.
Am 15. August 2018 wurde der Film im United States Holocaust Memorial Museum in Washington gezeigt. Eine erste Vorstellung von Operation Finale in New York erfolgte am darauffolgenden Tag im Lincoln Center. Am 29. August 2018 kam der Film in die US-amerikanischen Kinos. Anfang Juni 2018 war der Trailer zum Film veröffentlicht worden. Seit dem 3. Oktober 2018 steht der Film außerdem bei Netflix zur Verfügung.

## Besetzung und Synchronisation
Die RRP Media UG übernahm die deutsche Vertonung der Serie. Rainer Raschewski führte die Dialogregie, das Dialogbuch schrieb Jan Fabian Krüger.
| Rolle          | Schauspieler        | Synchronsprecher |
| -------------- | ------------------- | ---------------- |
| Peter Malkin   | Oscar Isaac         | Julien Haggège   |
| Hanna Elian    | Mélanie Laurent     | Aline Staskowiak |
| Adolf Eichmann | Ben Kingsley        | Peter Matić      |
| Rafi Eitan     | Nick Kroll          | Gerrit Hamann    |
| Sylvia Hermann | Haley Lu Richardson | Maria Hönig      |
| Klaus Eichmann | Joe Alwyn           | Max Felder       |
| Lothar Hermann | Peter Strauss       | Tom Vogt         |
| Zvi Aharoni    | Michael Aronov      | Steven Merting   |
| Isser Harel    | Lior Raz            | Matti Klemm      |
| Carlos Fuldner | Pêpê Rapazote       | Lutz Riedel      |
| Fritz Bauer    | Rainer Reiners      | Frank Ciazynski  |

## Altersfreigabe und Einspielergebnis
In den USA wurde der Film von der MPAA als PG-13 eingestuft.
Die Einnahmen des Films aus Kinovorführungen belaufen sich auf rund 17,6 Millionen US-Dollar.